# Kungsgatan, Örebro

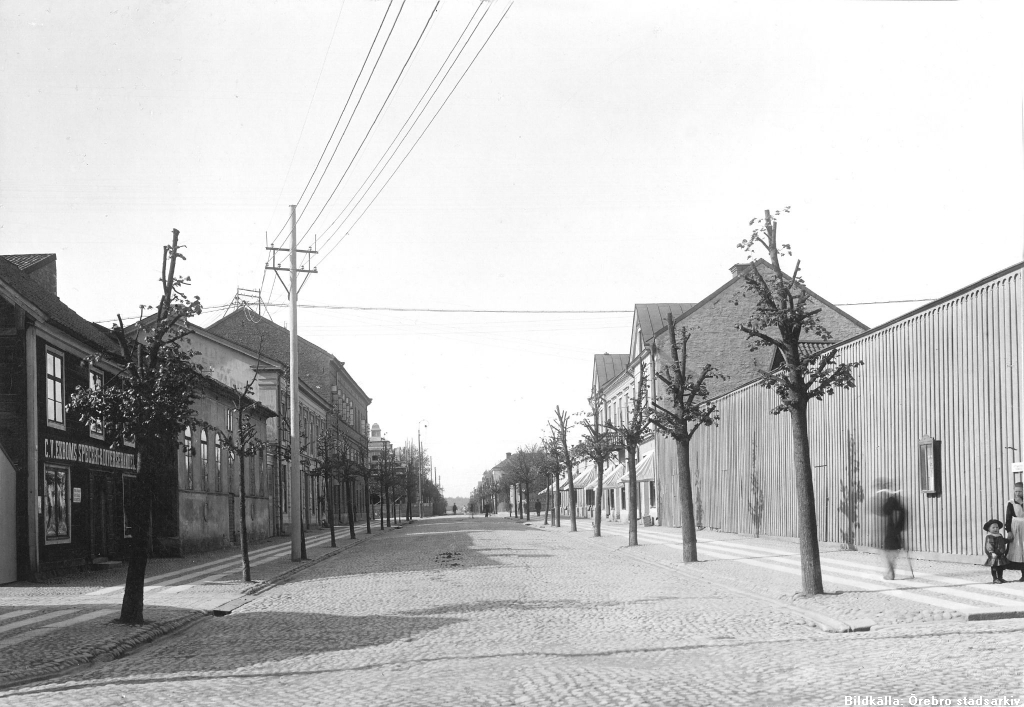
Kungsgatan söderut från Strömparterren år 1903.

Kungsgatan går i nord-sydlig riktning från centrala Örebro till södra stadsdelen. Den går parallellt med och öster om Drottninggatan och Köpmangatan. Norrifrån ifrån utgår den från Engelbrektsgatan vid Svartån, passerar Stortorget, Rudbecksgatan och Kungsplan, och upphör söderut vid Södra allén. 
Kungsgatan hette från 1784 Östra Jordgatan och från 1844 Östra Nygatan. Den fick sitt nuvarande namn år 1856, när Oscar I var kung.

## Platser utmed Kungsgatan
- Strömparterren
- Kvarteret Hållstugan
- Stallbacken
- Varuhuset Kompassen
- Gallerian Oscar C
- Stortorget
- Örebro Saluhall
- Vågen Gallerian
- Rudbecksskolan